# Friedrich Krafft
 (septembre 2014).
Si vous disposez d'ouvrages ou d'articles de référence ou si vous connaissez des sites web de qualité traitant du thème abordé ici, merci de compléter l'article en donnant les références utiles à sa vérifiabilité et en les liant à la section « Notes et références ».
Friedrich Krafft (né le 21 février 1852 à Bonn et mort le 3 juin 1923 à Heidelberg) est un chimiste allemand.

## Biographie
Ses parents sont Wilhelm Ludwig Krafft (de) (1821–1897) et Frieda von Scheibler (de) (1828–1906). Son grand-père est le pasteur Johann Gottlob Krafft (de) (1789–1830).
Il commence l'étude des sciences naturelles en 1869 avec Friedrich August Kekulé von Stradonitz, Rudolf Clausius et Gerhard vom Rath. Il s'occupe également de l'histoire de la musique, et s'engage comme volontaire lors de la guerre franco-allemande de 1870.
Après de courtes études à l'EPF de Zurich, il déménage à Bâle, et signe Essais sur le développement de la chimie théorique. Il est ensuite l'assistant de Jules Piccard (de) jusqu'en 1877 à Bâle, puis il est nommé professeur. En 1880, il s'installe à Heidelberg. Il enseigne en tant que professeur jusqu'en 1922. En 1923, il devient professeur titulaire à Heidelberg, après avoir enseigné dans des conditions difficiles.